# نهائي دوري أبطال آسيا 2022
نهائي دوري أبطال آسيا 2022 هو مباراة النهائي الختامية لمسابقة دوري أبطال آسيا 2022، من النسخة الواحدة والأربعين من بطولة الأندية الآسيوية لكرة القدم للمستوى الأعلى التي ينظمها الاتحاد الآسيوي لكرة القدم، والنهائي العشرين تحت مسمى دوري أبطال آسيا، وهو ثالث نهائي يجمع بين الفريقين بعد نهائي دوري أبطال آسيا 2017، ونهائي دوري أبطال آسيا 2019، عرف أولا ممثل الشرق أوراوا رد دايموندز الياباني بعد تحقيق الفوز بنتيجة 3-1 بركلات الترجيح على نادي جونبك هيونداي موتورز الكوري و تصدى الحارس شوساكو نيشيكاوا لركلات الترجيح بعد انتهى أشواط المباراة الأضافية بتعادل الفريقين بنتيجة 2-2، فيما تأهل لنهائي دوري أبطال آسيا من الغرب نادي الهلال السعودي بعد تحقيقه الفوز في دور نصف النهائي على نادي الدحيل القطري على ملعب الثمامة في قطر.

## الفريقين
في الجدول التالي، كانت النهائيات حتى عام 2002 في عصر بطولة الاندية الاسيوية أبطال الدوري، منذ عام 2003 كانت في عصر دوري أبطال آسيا.
| الفريق             | المنطقة                     | نهائيات سابقة (الخط العريض يشير لسنة الفوز)         |
| ------------------ | --------------------------- | --------------------------------------------------- |
| الهلال             | (المنطقة الغربية: غرب آسيا) | (1986، 1987[a]، 1991، 2000، 2014، 2017، 2019، 2021) |
| أوراوا رد دايموندز | (المنطقة الشرقية: شرق آسيا) | 2007، 2017، 2019)                                   |

الملاحظة
1. ^ لم يذهب الهلال إلى نهائي 1987 ما أعتبر انسحابًا عن النهائي وحل الهلال في المركز الثاني.

## الملاعب
| السعودية (مباراة الذهاب) | اليابان (مباراة الإياب) |
| ------------------------ | ----------------------- |
| ملعب الملك فهد الدولي    | ملعب سايتاما 2002       |
| السعة: 60,000            | السعة: 63,700           |
|                          |                         |

## الطريق إلى النهائي
ملاحظة: جميع النتائج أدناه، يعرض مشوار بنتيجة المباراة للفريقين من بداية البطولة حتى الوصول للنهائي.
| م | الفريق         | لعب | نقاط |
| - | -------------- | --- | ---- |
| 1 | الهلال (H)     | 6   | 13   |
| 2 | الريان         | 6   | 13   |
| 3 | الشارقة        | 6   | 5    |
| 4 | استقلال دوشنبه | 6   | 3    |

| م | الفريق                 | لعب | نقاط |
| - | ---------------------- | --- | ---- |
| 1 | دايغو                  | 5   | 10   |
| 2 | أوراوا رد دايموندز (A) | 5   | 10   |
| 3 | ليون سيتي سيلورز (Y)   | 5   | 7    |
| 4 | شاندونغ لونينغ (E)     | 5   | 1    |

### نهائي
تقام المباراة النهائية على مباراة ذهاب وإياب .

#### مبارة الذهاب
انتهت مباراة ذهاب نهائي دوري أبطال آسيا 2022 بالتعادل بهدف لكل فريق.
| ذهاب 29 أبريل 2023  | الهلال               | 1 - 1 | أوراوا                                             | الرياض                                                         |
| 20:30 (ت ع م+03:00) | سالم الدوسري 13' 86' | تقرير | 53' شينزو كوروكي · 85' أتسوكي إيتو · 86' كين إيواو | الملعب: ملعب الملك فهد الدولي الحضور: 50,881 الحكم: أحمد الكاف |

| الهلال | أوراوا رد دايموندز |